# Анастасян, Ашот Гамлетович
Ашот Гамлетович Анастасян (арм. Աշոտ Անաստասյան; 16 июля 1964, Ереван — 26 декабря 2016, Ереван) — армянский шахматист; международный гроссмейстер, восьмикратный чемпион Армении (1983, 1985, 1986, 1987, 1988, 1992, 1994 и 2005), шестикратный участник шахматных олимпиад (1992, 1994, 1996, 1998, 2000, 2002).

## Спортивная карьера
В 1997, 2001 и 2005 годах в составе сборной Армении становился бронзовым призёром командного чемпионата мира, в 1992 и 2002 гг. бронзовым призёром Всемирных шахматных Олимпиад, а в 1999 году победителем командного чемпионата Европы (лучший результат на 3-й доске). Победитель Кубка Европы среди клубов в составе команды «Ереван» (1995).
Другие значительные результаты:
- Пловдив (Болгария, 1987) — 1-е место;
- Ленинград (СССР, 1989) — 1-е место;
- Воскресенск (Россия, 1992) — 1-2-е места;
- Москва (1992) — 2-4-е места;
- Катовице-опен (Польша, 1993) — 1-2-е места;
- Ереван (1994) — 1-е место;
- Тегеран (Иран, 1998) — 1-е место;
- Париж (Франция, 1999) — 1-е место;
- Будапешт (Венгрия, 1999) — 1-е место;
- Абу-Даби-опен (ОАЭ, 1999) — 1-3-е места;
- Степанакерт (НКР, 2004) — 3-5-е места;
- Дубай-опен (ОАЭ, 2005[3]) — 2-10-е места;
- Абу-Даби-опен (ОАЭ, 2007[4]) — 1-2-е места.

## Изменения рейтинга
| Графики недоступны из-за технических проблем. См. информацию на Фабрикаторе и на mediawiki.org. |